# Jérémie Bela
Jérémie Bela (* 8. April 1993 in Melun) ist ein angolanisch-französischer Fußballspieler, der bei Omonia 29 Maoiu auf Zypern spielt.

## Karriere

### Verein
Bela begann 1999 bei der AS Herblay mit dem Fußball spielen. Im Sommer 2001 wechselte er zum Évry FC, wo er fünf Jahre lang spielte. Anschließend spielte er beim französischen Nachwuchsleistungszentrum, bei INF Clairefontaine, ehe er 2009 in die Jugend des RC Lens wechselte. Am 5. Oktober 2012 (10. Spieltag) debütierte er gegen Chamois Niort für die erste Mannschaft in der Ligue 1, nachdem er spät in die Partie kam und seinem Mannschaft 1:0 gewann. Am letzten Spieltag der Saison schoss er bei einer 1:2-Niederlage gegen den Le Mans FC sein erstes Tor im Profibereich. Insgesamt lief er 2012/13 16 Mal in der Liga auf und traf in fünf Pokalspielen zweimal. In der Folgesaison spielte Bela nur noch eine Ligapartie bis zur Winterpause und zweimal in der Coupe de la Ligue.
Anschließend wechselte er im Januar 2014 zum Ligakonkurrenten FCO Dijon. Dort kam er bis zum Ende der Spielzeit noch viermal zum Einsatz. In der Saison 2014/15 reifte er dann zum Stammspieler bei Dijon an und kam zu sechs Toren in 33 von 38 möglichen Ligaeinsätzen. Die Saison 2015/16 beendete er mit wettbewerbsübergreifend fünf Toren in 26 Einsätzen. Dijon wurde Zweiter und schaffte somit den Aufstieg in die Ligue 1 für die kommende Spielzeit. Direkt am ersten Spieltag kam Bela zu seinem Debüt in der höchsten französischen Spielklasse, als er gegen den FC Nantes bei einer 0:1-Niederlage eingewechselt wurde. Insgesamt bestritt er 2016/17 14 Ligaspiele und konnte einmal im Pokal treffen.
Im Sommer 2017 verließ er Frankreich jedoch und wechselte zum spanischen Zweitligisten Albacete Balompié. In der Saison 2017/18 schoss Bela dort insgesamt sieben Tore in 34 Einsätzen in Liga und Pokal. Die Saison 2018/19 beendete er mit zwölf Toren in insgesamt 37 Saisonspielen in Liga, Pokal und auch in den Aufstiegsplayoffs, die man nur knapp verlor.
Im Sommer 2019 verließ Bela jedoch die Spanier wieder und wechselte zum englischen Zweitligisten Birmingham City. Dort kam er in 31 möglichen Ligaspielen zu 30 Einsätzen, wobei er zweimal traf; im FA Cup traf er auch zweimal, wofür er nur drei Spiele brauchte. Auch in der Saison 2020/21 war Bela absolut gesetzt und spielte 35 Ligaspiele, in denen er dreimal selbst traf und sechs Tore vorlegte. Die Saison 2021/22 beendete er dann mit zwei Toren und fünf Vorlagen in 31 Einsätzen in der EFL Championship.
Im Sommer 2022 wechselte er zurück nach Frankreich und schloss sich dem Erstligisten Clermont Foot an. Direkt bei seinem ersten Einsatz konnte er am zweiten Spieltag bei einem 4:2-Sieg über Stade Reims sein erstes Tor in der Ligue 1 überhaupt erzielen. In zwei Spielzeiten absolvierte er insgesamt 32 Pflichtspiele für den Klub, ehe im Sommer 2024 sein Vertrag nicht mehr verlängert wurde. Nach kurzer Vereinslosigkeit schloss sich Bela am 26. September 2024 dem Erstligisten Omonia 29 Maoiu auf Zypern an.

### Nationalmannschaft
Bela kam im September 2020 bereits zu einem Einsatz für die angolanische A-Nationalmannschaft gegen Mosambik, dies war jedoch ein inoffizielles Freundschaftsspiel, da seine angolanische Staatsbürgerschaft noch nicht bestätigt war. Erst über ein Jahr später stand er in der WM-Qualifikation bei einem 2:2-Unentschieden gegen Ägypten in der Startelf und debütierte somit offiziell für die angolanische A-Nationalmannschaft. Im Januar 2024 kam er dann zu drei Einsätzen während des Afrika-Cups in der Elfenbeinküste und erreichte dort mit Angola das Viertelfinale, in diesem unterlag man dem späteren Vizemeister Nigeria mit 0:1.